# Rupganj
Rupganj è un sottodistretto (upazila) del Bangladesh situato nel distretto di Narayanganj, divisione di Dacca. Si estende su una superficie di 247,97 km² e conta una popolazione di 375.935 abitanti (dato censimento 1991).